# Galicie
Galicie (galicijsky Galicia či Galiza, španělsky Galicia) je země na severozápadě Pyrenejského poloostrova a jedno ze 17 autonomních společenství Španělska. Na severu a západě je Galicie ohraničena Atlantským oceánem, na jihu Portugalskem, na východě Asturií a Leónem. Úředními jazyky jsou galicijština a španělština.
V Galicii žije 2,78 milionů obyvatel. Člení se na 4 provincie: A Coruña (La Coruña), Lugo, Ourense (Orense) a Pontevedra. Hlavním městem je nevelké Santiago de Compostela, které je od středověku významným poutním místem, cílem Svatojakubské cesty; největším městem regionu je však přístav Vigo.

## Historie

### Od starověku do pádu Vizigótské říše
Ve starověku se území stalo součástí římské provincie Hispania Tarraconensis, po jejímž rozdělení na počátku 4. století po Kr. tu vznikla samostatná provincie Gallaecia (podle kmene Gallaiciů či Calaiciů). Po pádu Římské říše se Galicie stává roku 410 součástí Suébské a od roku 582 Vizigótské říše.

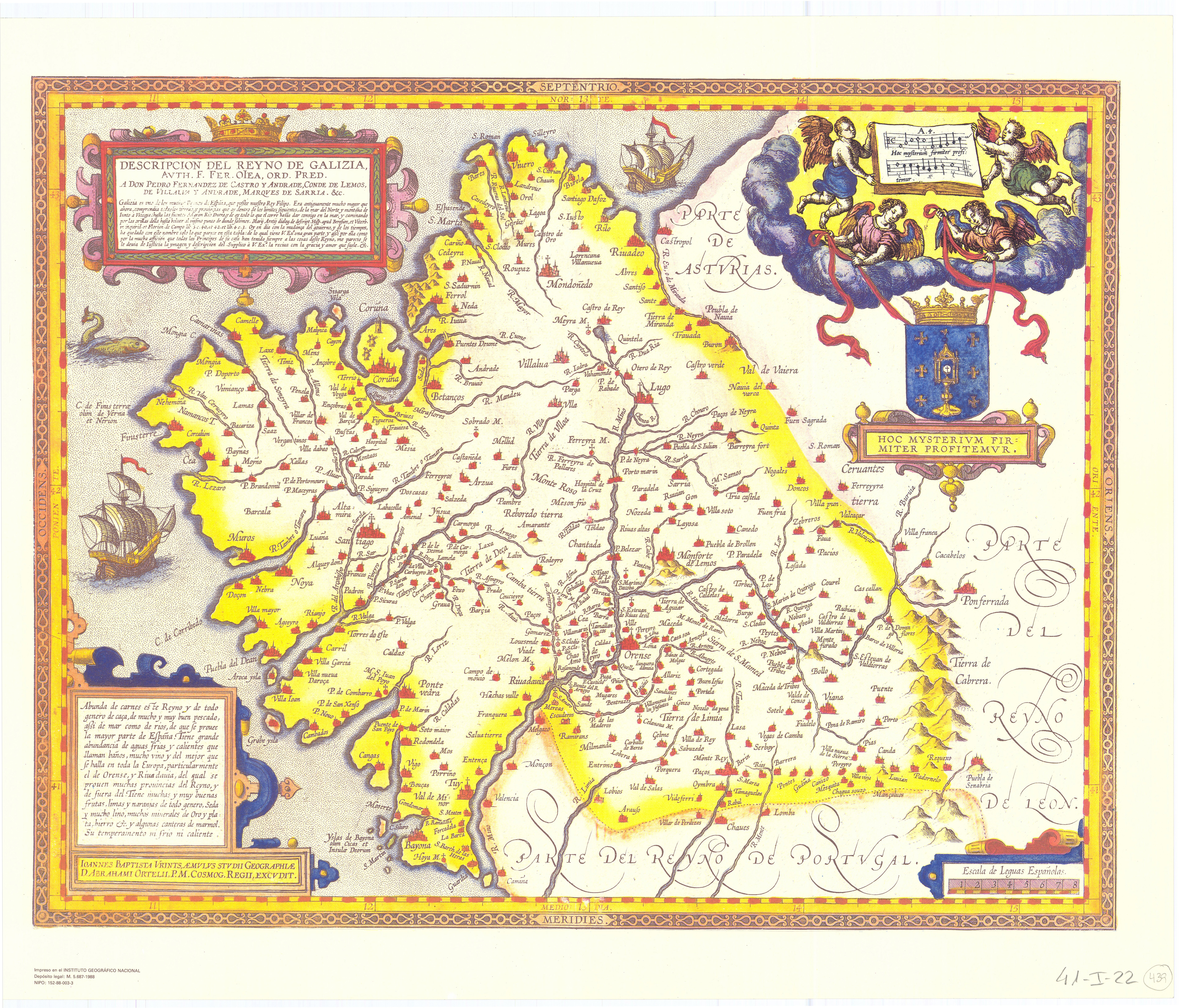
Království Galicie na mapě ze 16. století

### Od pádu Vizigótské říše do začlenění do Španělska
V severní Galicii byl na počátku 8. století zastaven nápor Arabů a většina území byla od roku 718 součástí Království Asturie. Od roku 814 tu existovalo království označované jako Království Asturie a Galicie, v letech 910–914 pak samostatné království, jehož vládce Ordoño II. spojil Galicii s Leónem. Poté už byla Galicie součástí Leónu, s výjimkou let 1060–1071, kdy byla načas samostatná (v letech 1065–1071 tu panoval García, syn Ferdinanda I. Leónského). Jižní Galicie byla po roce 1095 připojena k Portugalskému hrabství, které se později stalo královstvím. Zbytek Galicie se pak stal v rámci Leónu součástí zemí Kastilské koruny, kde pak Galicie tvořila samostatnou španělskou historickou provincii Království Galicie

### Od 19. století do současnosti
Dne 30. listopadu 1833 bylo při správní reformě území Galicie rozděleno na 4 moderní provincie, které zde stále existují. O 11 let dříve, roku 1822, byla při dočasném správním rozdělení na východě Galicie ustavena provincie Villafranca (dnešní Bierzo), která při reformě připadla provincii León; galicijská kultura a jazyk se zde však udržely dodnes a galicijští nacionalisté požadují návrat Bierza pod Galicii.
Podle federalistické ústavy První španělské republiky se měla stát Galicie jedním ze 17 autonomních spolkových států této federativní republiky, což však kvůli kolapsu republiky nakonec nebylo realizováno. Od 19. století se zde také začalo formovat silné národní hnutí, které ve 20. století požadovalo autonomii. Po plebiscitu vláda lidové fronty roku 1936 autonomii schválila, ale vzápětí byla zrušena režimem generála Francisca Franca; ten se sice narodil v galicijském Ferrolu, avšak jakékoli galicijské snahy o sebeurčení, sílící znovu v 70. letech, tvrdě potlačoval. Teprve po pádu jeho režimu získala Galicie 16. března 1978 autonomii, potvrzenou 28. dubna 1981 schválením jejího autonomního statutu.
V současnosti diskutovanými problémy Galicie je stárnutí populace a vylidňování vnitrozemí, nedostupnost veřejné dopravy a nákladná stavba vysokorychlostní trati AVE, následky rostoucího turismu a motorismu, ekologické škody po haváriích ropných tankerů a lesních požárech.

## Symboly

### Vlajka
Galicijská vlajka je tvořena bílým listem s modrým, kosým břevnem. Uprostřed je umístěn galicijský znak.

### Hymna
Galicijská hymna je píseň Queixumes dos Pinos. Hudbu složil Pascual Veiga, text napsal Eduardo Pondal.

## Geografie
Galicie hraničí na jihu s Portugalskem, na jihovýchodě s autonomním společenstvím Kastilie a León, na severovýchodě s autonomním společenstvím Asturií, na severu a západě s Atlantským oceánem. Na Galicijském pobřeží se nachází nejsevernější i nejzápadnější bod pevninského Španělska: severní Estaca de Bares a západní Mys Touriñán.
Podnebí Galicie je oceánské, s mírnými teplotami a vysokými srážkami po celý rok. Santiago de Compostela má průměrně 321 dešťových dnů. Ve vnitrozemí, především v hornatých částech provincií Ourense a Lugo, je podnebí více vnitrozemské a v zimních měsících se zde vyskytují časté sněhové bouře.
V Galicii se zachovala velká část hustých lesů, kde žije mnoho divokých zvířat. Je málo znečištěná a vyskytují se zde zalesněné kopce, útesy a rías, což velice kontrastuje se zažitou představou strohé vyprahlé španělské krajiny.

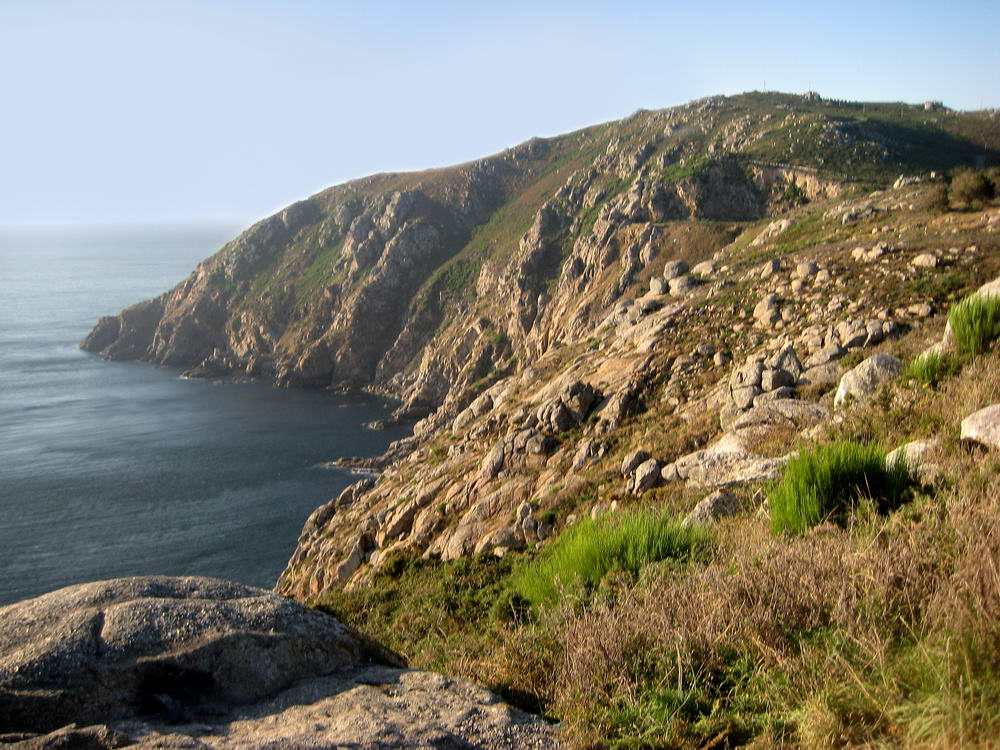
Mys Fisterra je tradičně považován za nejzápadnější bod pevninského Španělska, ve skutečnosti jím je nedaleký Mys Touriñán

### Pobřeží
K nejdůležitějším geografickým rysům Galicie patří tzv. riasový (též riový) typ pobřeží, tvořený ústím řek, která byla zatopena s rostoucí hladinou moří po skončení poslední doby ledové. Pobřeží se dělí na severní Rías Altas a jižní Rías Baixas. Velká část obyvatelstva žije poblíž Rías Baixas, kde se nachází i aglomerace měst Vigo a Pontevedra. Rías jsou důležité pro rybolov a činí z galicijského pobřeží jednu z celosvětově nejdůležitějších rybářských oblastí. Velkolepá krajina a divoké pobřeží přitahuje řadu turistů, přestože zde převažuje deštivé počasí, a to i v létě.
Galicijské pobřeží lemuje velké množství ostrovů a ostrůvků, z nichž 45 má rozlohu větší než 1 ha. Ostrovy nad 1 km² jsou: Arousa (6,3 km²), Cíes (4,3 km²), Ons (4,1 km²), Sálvora (1,9 km²), A Toxa (1,1 km²). Kromě Sálvory náleží všechny k Rías Baixas.

### Vnitrozemí
Vnitrozemí regionu je řídce osídlené a dlouhodobě trpí migrací obyvatelstva k pobřeží a do významnějších měst Španělska. Nachází se zde málo měst (z větších jmenujme Ourense, Lugo, Verín, Monforte de Lemos, Arzúa) a mnoho malých vesnic. Povrch zde vytváří několik nepříliš vysokých horských pásem zkřížených mnoha malými nesplavnými řekami, poskytujícími dostatek energie pro výrobu elektřiny na mnoha hydroelektrárnách. Galicie má tolik malých řek, že si vysloužila označení „země tisíce řek“. Nejdůležitějšími řekami jsou Miño a Sil, které protékají velkolepým kaňonem.
Hory v Galicii nejsou příliš vysoké, dokázaly však izolovat venkovské obyvatelstvo a brzdit rozvoj vnitrozemí. V provincii Ourense se nachází i lyžařské letovisko Manzaneda. Nejvyšší hora Trevinca (2127 m) se tyčí poblíž hranice s provincií León.

### Životní prostředí

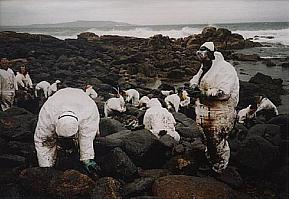
Pobřeží Galicie zamořené havárií tankeru Prestige (2002)

Přestože má region rozsáhlé oblasti zachovalé přírody, má Galicie od 2. poloviny 20. století problémy se životním prostředím. Častým problémem bylo odlesňování, jakož i umělé šíření eukalyptu, který sem byl importován kvůli potřebám papírenského průmyslu a způsobuje nerovnováhu v původním ekosystému. Pozoruhodným představitelem zdejší fauny je vlk, trápící majitele skotu a farmáře. Populace zdejších jelenů se snížila vinou lovu a hospodářského rozvoje.
V posledních desetiletích zde došlo i k několika haváriím ropných tankerů, jakými bylo nechvalně proslulé ztroskotání tankeru Aegean Sea u A Coruñi 3. prosince 1992, které představovalo větší katastrofu než havárie tankeru Exxon Valdez roku 1989 u břehů Aljašky. Havárie tankeru Prestige v listopadu 2002, kdy do moře při galicijském pobřeží vyteklo 77 000 tun ropy, pak byla největší ekologickou katastrofou v dějinách Španělska.

## Administrativní členění
Galicie se od roku 1833 dělí na čtyři provincie:

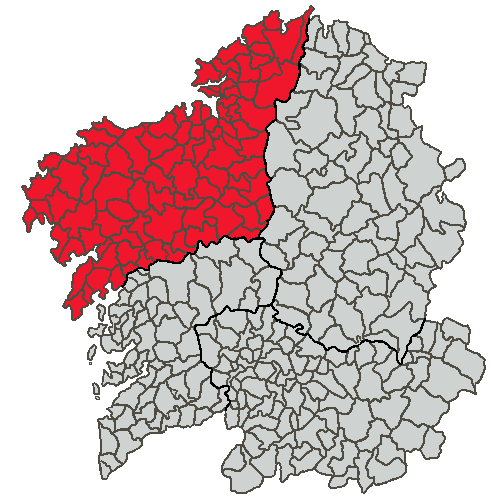
Provincie A Coruña 7950 km² 1 132 792 obyvatel
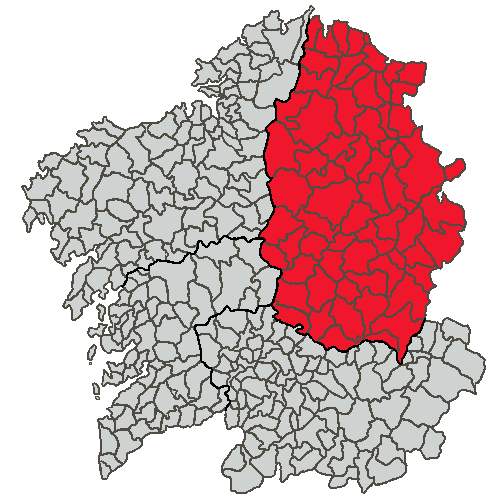
Provincie Lugo 9856 km² 356 595 obyvatel
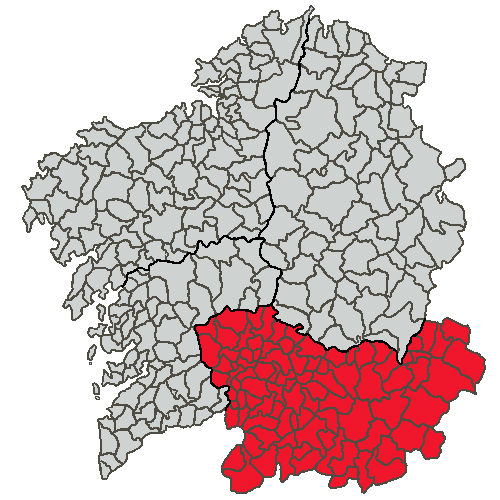
Provincie Ourense 7273 km² 338 671 obyvatel
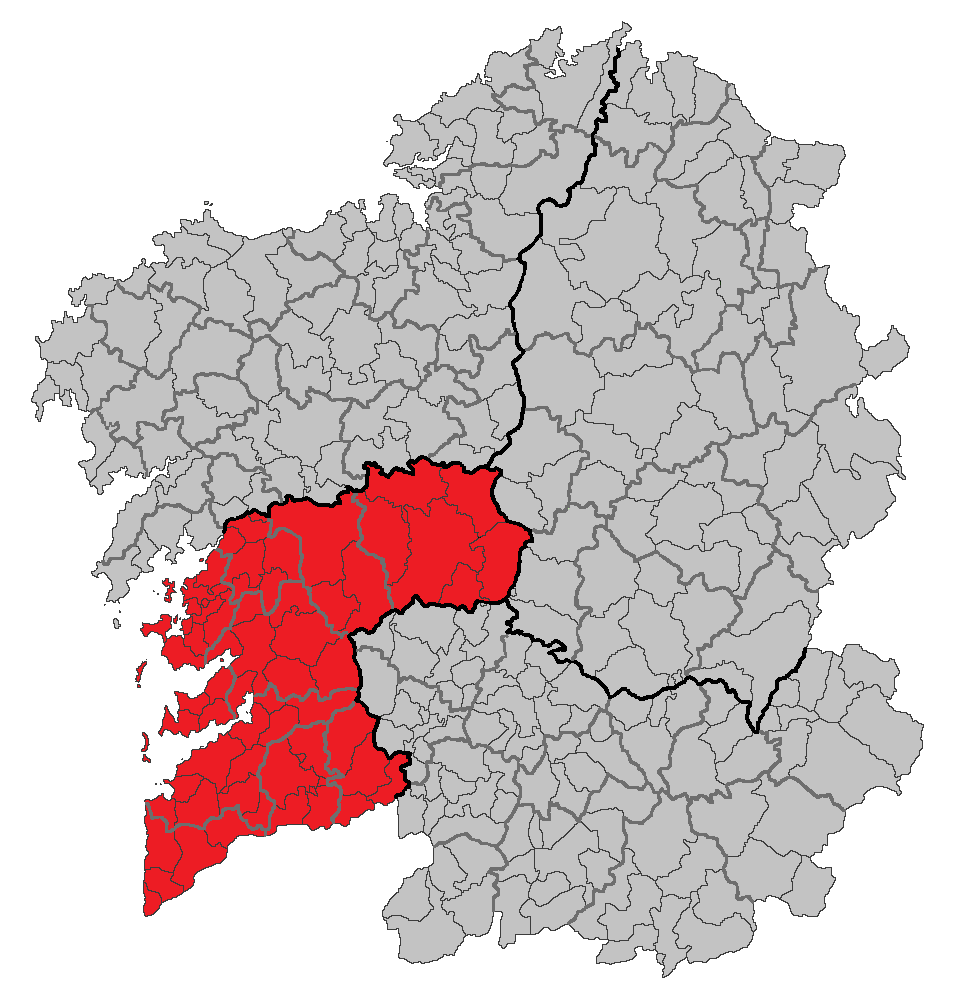
Provincie Pontevedra 4495 km² 943 117 obyvatel
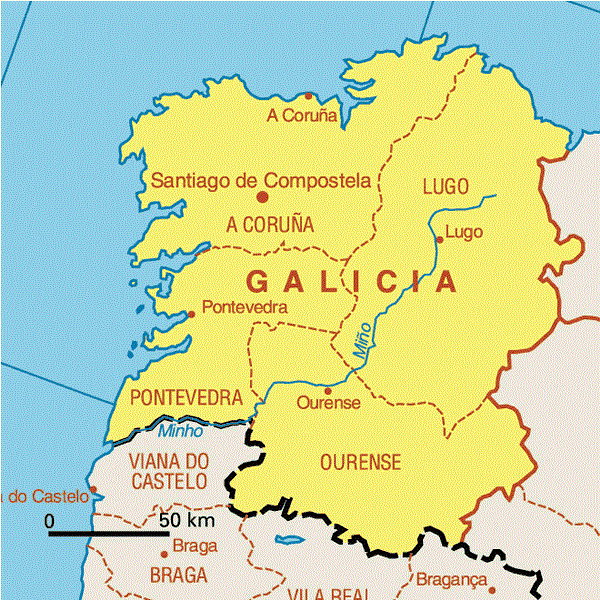
Mapka s vyznačením administrativních center provincií
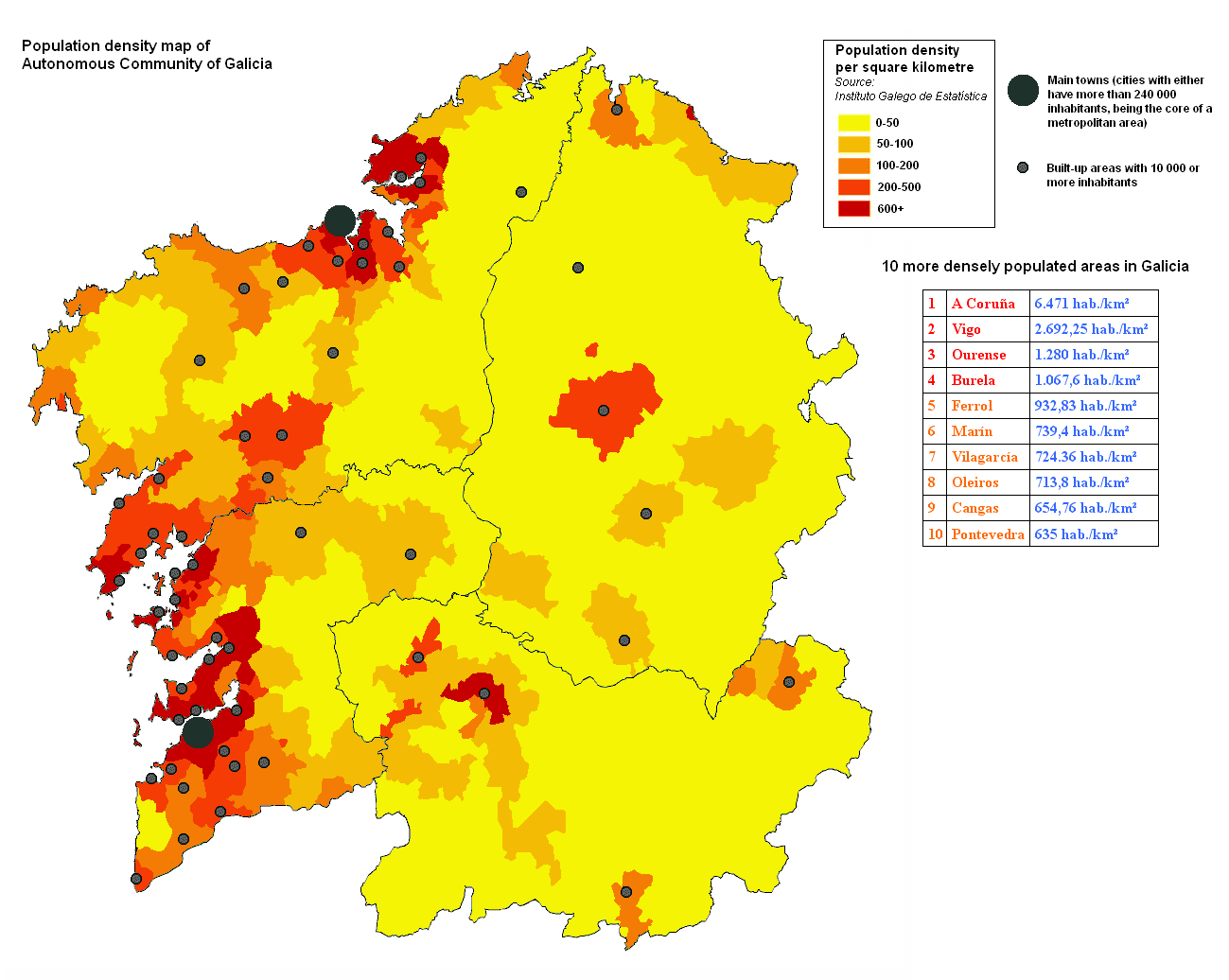
Mapka hustoty osídlení
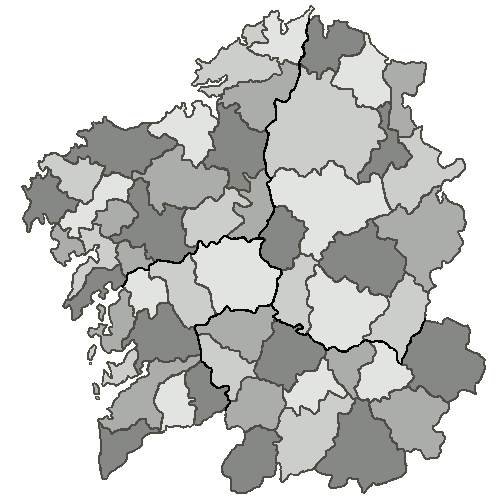
Mapka rozdělení do comarek
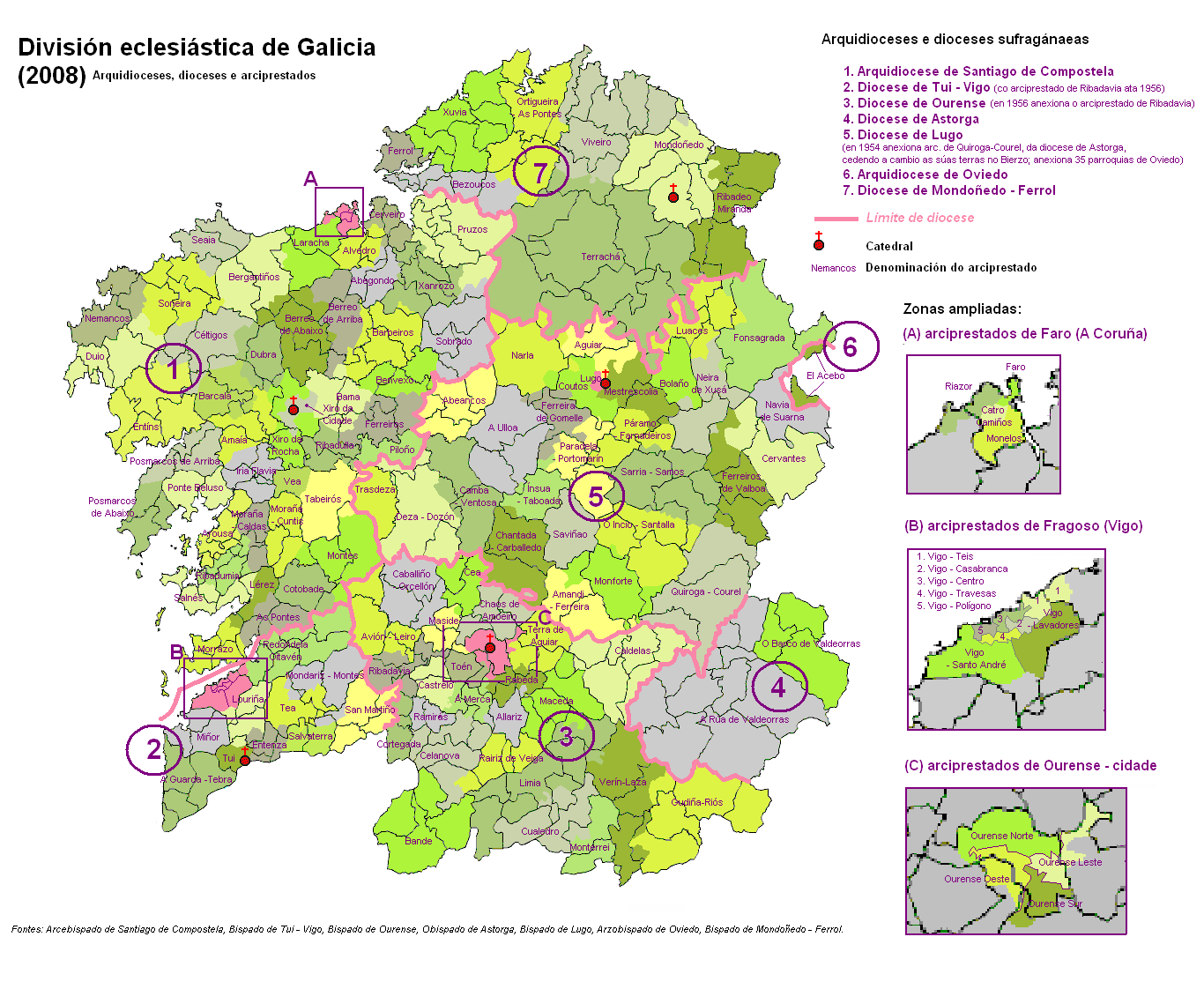
Mapka církevního rozdělení

## Města

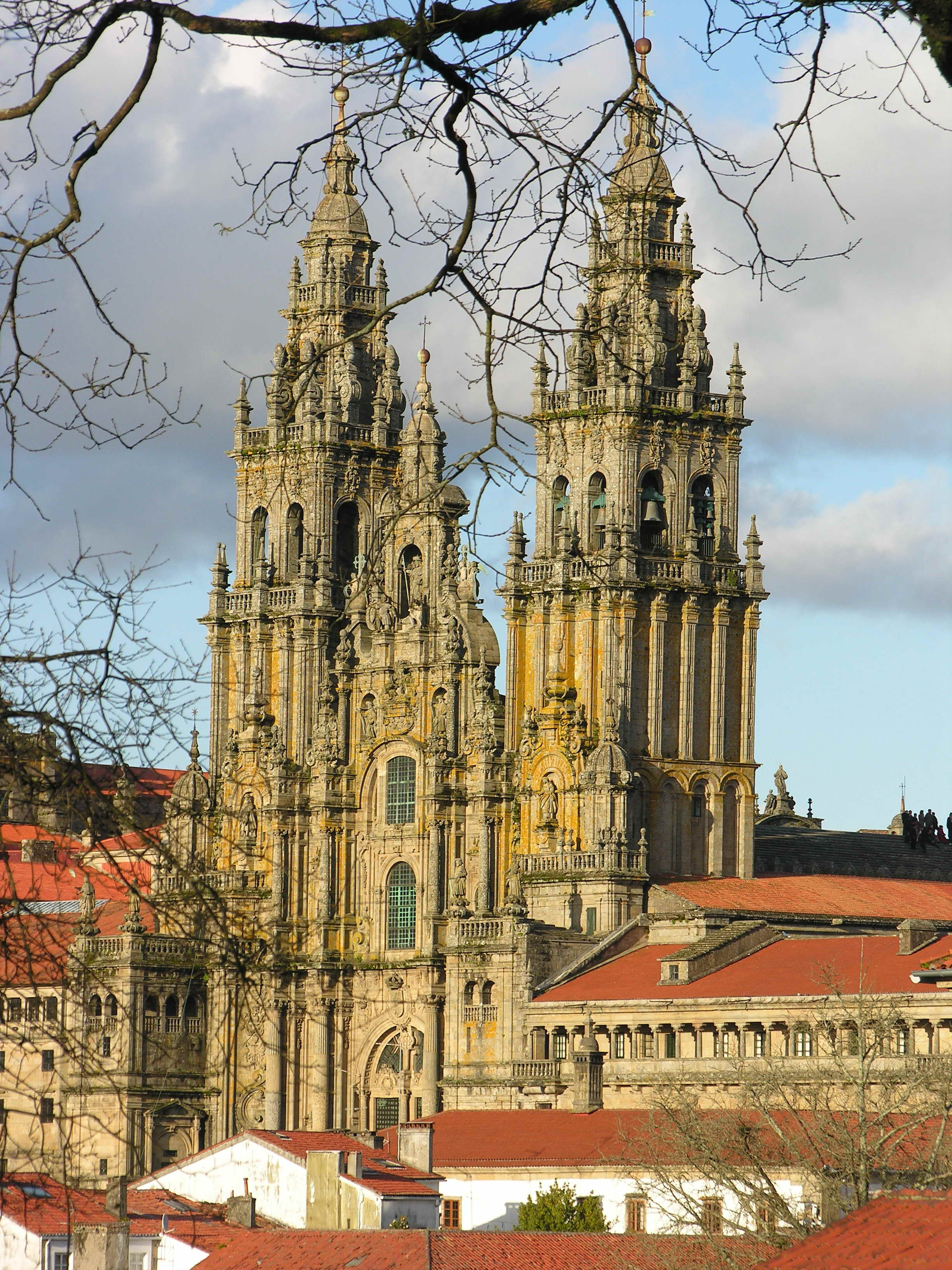
Katedrála v Santiagu de Compostela

- Vigo (přezdívané Olivové město) – největší město Galicie v provincii Pontevedra s 294 772 obyvateli a důležitý přístav. Má dobře zachovalé historické jádro.
- A Coruña (španělsky La Coruña) – město velkého hospodářského významu, centrum stejnojmenné provincie a druhé největší město Galicie s 244 388 obyvateli. Mezi největší atrakce patří románské kostely, synagoga a staré město a římský maják.
- Ourense (španělsky Orense, přezdívané Město vřídel) – centrum stejnojmenné provincie, třetí největší město Galicie s 107 186 obyvateli s krásnou románskou katedrálou a termálními prameny.
- Lugo (přezdívané Město hradeb) – centrum stejnojmenné provincie a čtvrté největší město Galicie s 93 853 obyvateli, které je obehnáno dokonale zachovalým románským opevněním a má nádhernou románskou katedrálu.
- Santiago de Compostela – galicijská metropole a páté největší město regionu s 93 712 obyvateli, jedno z nejkrásnějších měst Španělska a významné poutní místo v provincii A Coruña.
- Pontevedra – centrum stejnojmenné provincie se 80 202 obyvateli, s dobře zachovalým historickým centrem.
- Ferrol – město se 75 181 obyvateli v provincii A Coruña s významnou loděnicí Navantia.

Dalšími místy s více než 25 000 obyvateli jsou: Vilagarcía de Arousa, Narón, Oleiros, Carballo, Redondela, Arteixo, Ribeira, Culledero, Marín a Cangas do Morrazo, která leží vesměs v západní, přímořské části země. Regionálními centry pod 25 000 obyvatel jsou například Verín, Monforte de Lemos, Sarria, Fisterra, Viveiro, Tui či Lalín.
Údaje o počtech obyvatel: IGE, 2007.

## Ekonomika Galicie

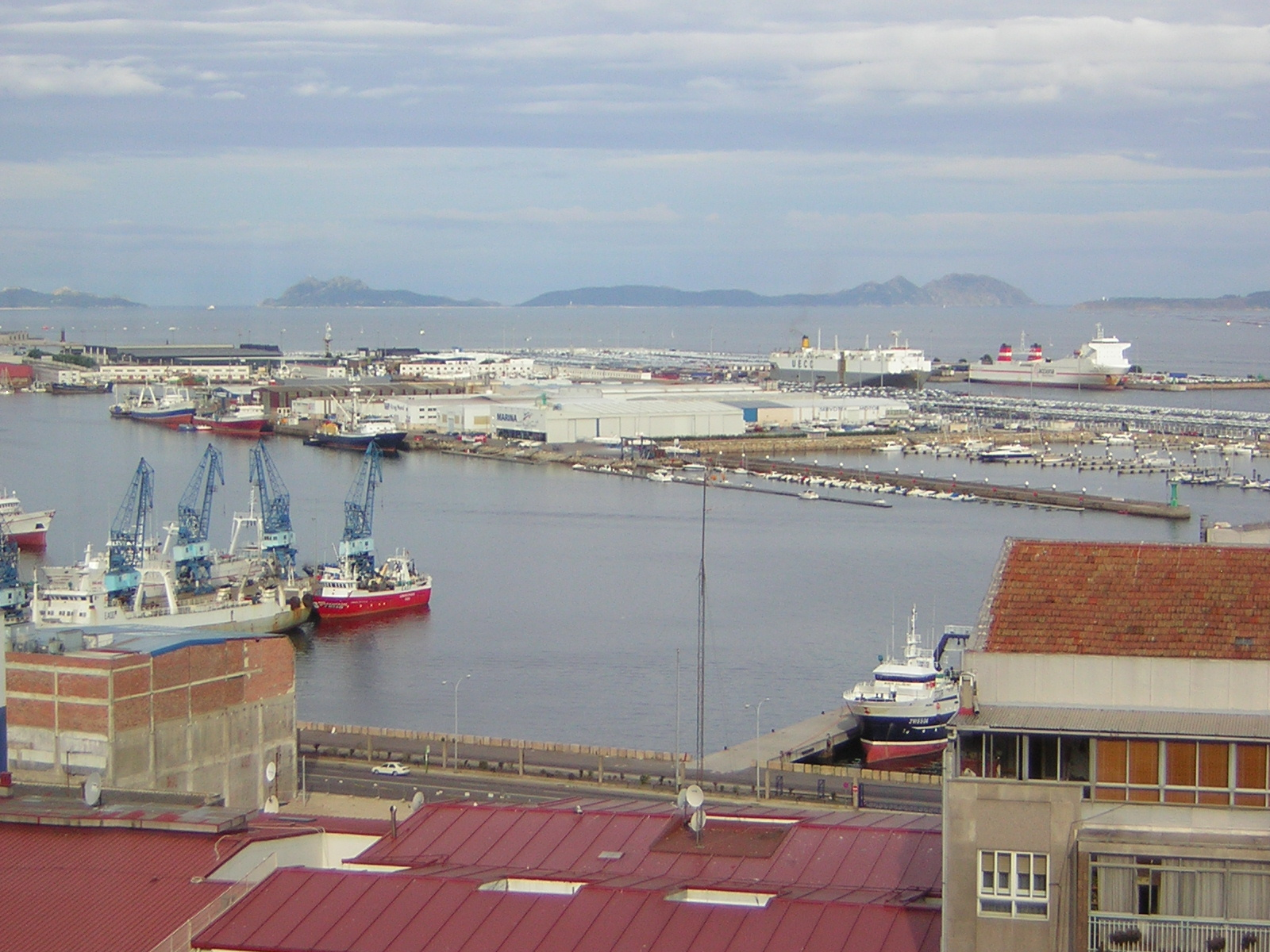
Přístav ve Vigu, v pozadí ostrovy Cíes

Galicie je zemí hospodářských kontrastů. Zatímco ekonomika západního pobřeží s významnými centry, a rybářským a zpracovatelským průmyslem a loděnicemi (Ferrol, Vigo) prosperuje a dochází zde k růstu obyvatelstva, je ekonomika venkovského zázemí (provincie Ourense, Lugo a region Costa da Morte) založena na tradičním zemědělství na malých farmách, zde nazývaných minifundia. Nicméně vzestup turistiky, šetrného lesnictví a tradičního zemědělství přinášejí další možnosti galicijské ekonomice, bez negativních zásahů do přírody a zdejší kultury. Turistický ruch v současnosti tvoří okolo 12 % HDP a zaměstnává přibližně stejné procento Galicijců.
V galicijském městě Arteixo sídlí společnost Inditex, největší evropský oděvní koncern, který vlastní značky Zara, Pull and Bear, Bershka a další.

### Doprava
Galicie je nejodlehlejší částí pevninského Španělska, nejrychleji je tedy dostupná leteckou dopravou (letiště Santiago, A Coruña a Vigo). Železnice se ve větší míře uplatňuje jen na meziměstské trase Vigo – Pontevedra – Santiago – A Coruña. V současnosti se začíná budovat trasa pro rychlovlaky AVE; ta nicméně nezlepší nuznou situaci regionální veřejné dopravy: místních vlaků a autobusů do menších sídel jezdí velmi málo (často jen dva nebo tři denně), nejsou časově navázané ani tarifně integrované.

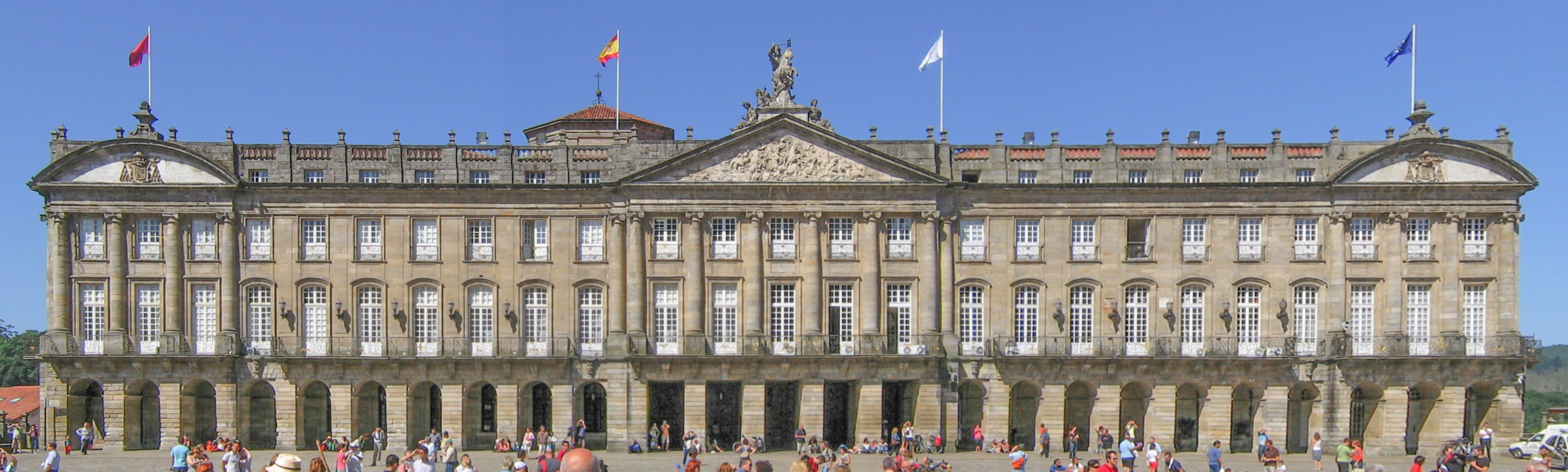
Pazo de Raxoi, sídlo galicijské vlády a administrativy Santiaga de Compostela

## Politika
Autonomní status Galicie ustanovuje galicijský parlament, vládu a jejího předsedu. 75 poslanců parlamentu je voleno poměrným systémem každé čtyři roky. Volební právo mají také galicijští emigranti. Výkonnou moc má galicijská vláda (junta, galicijsky Xunta de Galicia), v jejímž čele stojí předseda vlády jmenovaný španělským králem. Sídlí v paláci Pazo de Raxoi naproti katedrále v Santiagu de Compostela.

### Politické strany a volby
Hlavními politickými stranami jsou konzervativně-neoliberální Partido Popular de Galicia (Lidová strana Galicie, součást celošpanělské Partido Popular), socialistická a umírněně progalicijská Partido dos Socialistas de Galicia-PSOE (součást celošpanělské socialistické strany) a levicově-nacionalistický Bloque Nacionalista Galego. V letech 1990—2005, éře Manuela Fragy, měla Partido Popular absolutní většinu. Tu ztratila roku 2005, kdy se vlády ujala koalice socialistů a nacionalistů, a nečekaně získala zpět ve volbách 1. března 2009.
Dalšími, menšími stranami jsou např. progalicijské Terra Galega, Partido Galeguista, Frente Popular Galega, Nós-Unidade Popular či celošpanělská Unión Progreso y Democracia a Izquierda Unida.

### Předsedové vlád Galicie
- Antonio Rosón Pérez (UCD) 12. června 1978 – 9. června 1979
- José Quiroga Suárez (UCD) 9. června 1979 – 21. ledna 1982
- Gerardo Fernández Albor (AP) 21. ledna 1982 – 1. listopadu 1987
- Fernando Ignacio González Laxe (PSOE) 1. listopadu 1987 – 5. února 1990
- Manuel Fraga Iribarne (PPdeG) 5. února 1990 – 2. srpna 2005
- Emilio Pérez Touriño (PSdeG-PSOE) od 2. srpna 2005–2009
- Alberto Núñez Feijoo (PPdeG) 18. dubna 2009 - 14. května 2022
- Alfonso Rueda 14. května 2022 -